# 장재갑
장재갑( ~ 1994년 7월 28일)은 제7대 서울지방검찰청 검사장을 역임한 법조인이다.

## 생애
1941년 일본고등문관시험 사법과에서 합격하여 1942년 대구지방법원에서 사법관시보를 거쳐 1943년 경성지방법원 검사국 검사에 임용되었다.
장재갑 부장검사는 1949년 3월부터 오제도 검사와 함께 경 서울시경 최운하 사찰과장을 반장으로 한 특별사찬반을 편성하여 내사를 하면서 그해 5월 20일 3명의 국회의원을 구속했으나 증거 부족으로 수사의 진척이 없다가 6월 중순 "광주리 장사를 가장하여 월북하려다 개성에서 검거된 남로당 특수공작원 정재한 여인의 음부에서 남로당 특수조직부가 박헌영에게 보내는 국회 공작보고서가 나왔다"는 발표를 하면서 노일환, 김약수 등 9명의 의원과 오관 변호사를 구속에 이르게 했던 국회 프락치 사건의 수사를 지휘했던 검사다.
서울지방검찰청 차석검사로 있던 김영재가 국가보안법 위반으로 사임하면서 부장검사였던 장재갑이 차석검사를 대리하다 1949년 8월 26일자로 법무부로부터 차석검사에 임명되었다.
서울지방검찰청 차석검사로 있던 1952년에 광주고등검찰청 차석검사로 전임된 직후인 1952년 4월 1일에 신상을 형편으로 사표를 제출했지만 1955년 10월 26일에 서울지방검찰청 검사장에 임명되어 ~ 1958년 3월 13일까지 재직하였다.
1961년 11월 11일에 각계 각층을 통틀어 국민의 존경과 신뢰를 받는 사람 위주로 선정된 재건 국민운동본부 위원에 위촉되었다.
율곡 사상 연구기관인 율곡문화원(원장 유택형)이 1974년 1월 7일에 율곡사상 대강연회를 하면서 가진 제3회 율곡법률문화상 시상식에서 김병로과 함께 시상자로 선정했다.]
1987년 5월 1일 법의 날에 국민훈장 모란장을 받았다.

## 경력
- 1942년 대구지방법원 사법관시보
- 1943년 경성지방법원검사국 검사
- 1945년 광주지법검사국 검사
- 1946년 미군정청사법부 행형과 사무관
- 1947년 미군정청사법부 감찰국 검찰관
- 1948년 서울지방검찰청 부장검사
- 1949년 서울지방검찰청 차장검사
- 1951 변호사 개업(서울)
- 1955년 10월 26일 ~ 1958년 3월 13일 서울지방검찰청 검사장
- 1958 변호사 개업(서울)
- 1961년 재건국민운동본부 위원
- 1961년 검찰연구위원회 실무분과위원장[7]

## 수상
- 1974년 제3회 율곡법률문화상
- 1987년 법의 날 국민훈장 모란장

## 참고 문헌
- 《법률가들》(김두식)